# Vlajka Guernsey

Guernseyská vlajka
Poměr stran: 2:3

Guernseyská námořní vlajka
Poměr stran: 1:2

Guernseyská státní námořní vlajka
Poměr stran: 1:2

Vlajka Guernsey, britského korunního závislého území, je tvořena bílým listem o poměru stran 2:3 s červeným středovým svatojiřským křížem, na kterém je položený žlutý kříž s korouhví Viléma Dobyvatele, tak, jak je vyobrazený na bayeuxské tapisérii, kde je znázorněná bitva u Hastingsu v roce 1066.
Vlajka byla zavedená roku 1985. Bez žlutého kříže se používala od roku 1935.

## Galerie

Vlajka guernseyského guvernéra Poměr stran: 1:2
Guernseyská vlajka (19. století) Poměr stran: 1:2
Guernseyská vlajka (1936–1985) Poměr stran: 2:3

## Vlajky guernseyských ostrovů

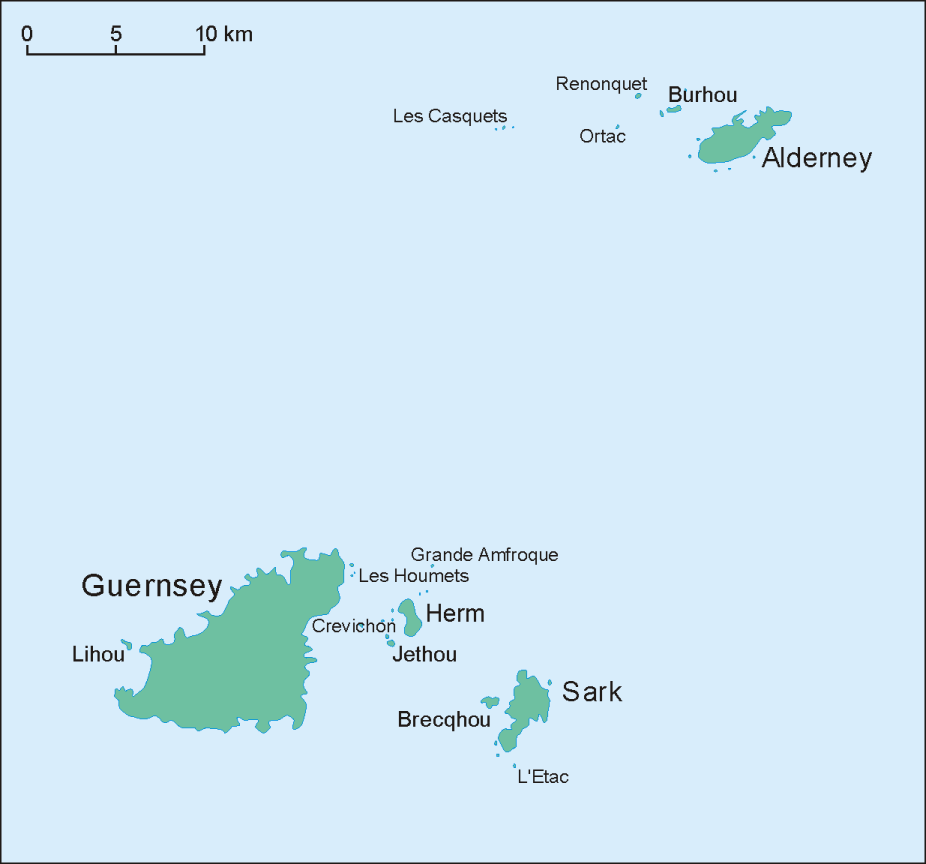
Mapa Rychtářství Guernsey (Bailiwick of Guernsey)

Pod Guernsey patří několik dalších ostrovů. Tři největší z nich (Alderney, Sark a Herm) jsou obývané a užívají své vlastní vlajky.

Alderney Poměr stran: 1:2
Sark Poměr stran: 3:5
Herm Poměr stran: 3:5

Vlajku užívá i neobydlený ostrůvek Brecqhou, který tvoří dependencii ostrova Sark. Ostrůvek patří rodině de Brechou. Pan Leonard Joseph Matchan de Brachou obdržel 7. července 1967 znakové privilegium, které obsahovalo i popis vlajky: bílý list o poměru stran 1:2 se svatojiřským křížem. Horní roh je červený a jsou na něm žlutí leopardi s modrou zbrojí. V dolním cípu je umístěn znak ostrova: dvakrát dělený štít, horní pole červené se dvěma bílými mořskými racky v letu, střední pole popelicové (bílo-modré) a dolní žluté se třemi zelenými trojlístky.

Vlajka Brecqhou Poměr stran: 1:2